# 빌 스미스 (모토로라)
빌 스미스(Bill Smith, 1929년 ~ 1993년)은 모토로라의 엔지니어로 6 시그마를 정립하였다.
식스 시그마의 아버지로 불린다. 6 시그마에 관한 책을 출판한 마이클 해리가 식스 시그마의 창시자로 잘못 알려져 있는 경우가 있으나, 실제 이를 정립하고, 모토로라에서 사용하여 수백만 달러의 비용 절감과 말콤 볼드리지 경영품질상을 수상하는데 결정적인 기여를 하였다.
빌 스미스는 1993년에 심장 마비로 죽었다.

## 같이 보기
- 6 시그마